# Crotalaria kwengeensis
Crotalaria kwengeensis är en ärtväxtart som beskrevs av Rudolf Wilczek. Crotalaria kwengeensis ingår i släktet sunnhampor, och familjen ärtväxter. Inga underarter finns listade i Catalogue of Life.